# Ease on Down the Road
Ease on Down the Road è una canzone interpretata dal cantante statunitense Michael Jackson in duetto con Diana Ross, pubblicata come singolo il 21 settembre 1978 dalla MCA Records.
Il brano fu scritto per il musical The Wiz del 1978 diretto da Sidney Lumet, con la colonna sonora curata da Quincy Jones, al quale sia Diana che Michael presero parte come protagonisti, rispettivamente nelle parti di Dorothy e dello spaventapasseri.
Per lo stesso film Michael Jackson e Diana Ross contribuirono in coppia anche con i brani A Brand New Day e Be A Lion. Jackson vi aggiunse la canzone You Can't Win come solista, successivamente estratta come singolo.
Nel 2004 il brano fu incluso nella raccolta Michael Jackson: The Ultimate Collection.

## Tracce
1. Ease on Down the Road – 3:19 (testo: Charlie Smalls – musica: Quincy Jones)
2. Poppy Girls (The Wiz Stars) (Instrumental) – 3:27 (Anthony Jackson)

Durata totale: 6:46

### Versioni ufficiali
1. Ease on Down the Road – 3:55 – interpretata da Michael Jackson e Diana Ross
2. Ease on Down the Road – 1:30 – interpretata da Michael Jackson, Diana Ross e Nipsey Russell
3. Ease on Down the Road – 1:26 – interpretata da Michael Jackson, Diana Ross, Nipsey Russell e Ted Ross
4. Ease on Down the Road (Single Version) – 3:19 – interpretata da Michael Jackson e Diana Ross